# Corona ungherese
La corona ungherese (in ungherese: magyar korona) fu la valuta che sostituì la corona austro-ungarica nei confini dell'Ungheria dopo la prima guerra mondiale. Fu una valuta molto soggetta all'inflazione, pertanto già nel 1925 fu sostituita dal pengő. Le ultime banconote in corone furono ritirate dalla circolazione nel 1927.

## Introduzione
Secondo il Trattato del Trianon e altri trattati che regolarono la situazione dei paesi emergenti dalle rovine dell'Impero austro-ungarico, le vecchie banconote dovettero essere sostituite nei nuovi stati, dopo un periodo di transizione. Nel caso dell'Ungheria, questa valuta era la corona, che sostituì la vecchia valuta imperiale alla pari. L'Ungheria fu l'ultimo paese ad adempiere all'obbligo della sostituzione, e le banconote utilizzate erano molto facili da copiare: questa fu una delle cause della seria inflazione che colpì l'Ungheria. Infine, nel 1925, la corona fu sostituita dal pengő ungherese al cambio di 12.500 corone per 1 pengő.

## Monete
Körmöcbánya (oggi Kremnica, Slovacchia), la sede dell'unica zecca dell'Ungheria (quella di Gyulafehérvár in Transilvania — oggi Alba Iulia, Romania — era stata chiusa nel 1871), fu assegnata alla Cecoslovacchia, secondo il Trattato di Trianon. Per questo motivo, il macchinario della zecca fu spostato a Budapest finché non fu creata una Zecca di Stato Ungherese.
Venivano coniate solo le monete da 10 e 20 fillér, all'interno del sistema della corona: prima nel 1919, con la Repubblica sovietica con il conio originale di Körmöcbánya, poi nel 1920 e 1921 con gli anni corretti di conio, ma ancora utilizzando lo stesso disegno e la signa "K.B." della zecca di Körmöcbánya.

## Banconote

### Banconote austro-ungariche (1919)
La Oesterreichisch-ungarische Bank / Osztrák-magyar Bank (Banca austro-ungarica), l'unione delle banche della Monarchia, aveva il diritto esclusivo di stampare banconote nell'Impero austro-ungarico. Le banconote erano stampate a Vienna, e da qui inviate anche in Ungheria. Durante la prima guerra mondiale, il segretario capo dei quartier generali di Vienna sospese intenzionalmente la consegna delle banconote all'Ungheria.
Dopo la prima guerra mondiale il governo Károlyi richiese l'unione delle banche per stampare le banconote per l'Ungheria, dato che sarebbe stato pericoloso stamparle altrove e trasportarle, a causa dell'incertezza politica. Le banconote da 1, 2, 24 e 200 corone stampate a Budapest sotto il governo Károlyi e poi nella repubblica sovietica ungherese erano distinte da un numero seriale (1 corona: maggiore di 7.000; 2 corone: maggiore di 7.000; 25 corone: più alto di 3.000; 200 corone: più alto di 2.000). Dopo la caduta della repubblica sovietica, Vienna dichiarò queste valute contraffatte.
| Banconote austro-ungariche | Banconote austro-ungariche | Banconote austro-ungariche | Banconote austro-ungariche | Banconote austro-ungariche | Banconote austro-ungariche | Banconote austro-ungariche | Banconote austro-ungariche |
| Immagine                   | Immagine                   | Valore                     | Dimensioni                 | Descrizione                | Descrizione                | Data di                    | Data di                    |
| Fronte                     | Retro                      | Valore                     | Dimensioni                 | Fronte                     | Retro                      | emissione                  | ritiro                     |
| -------------------------- | -------------------------- | -------------------------- | -------------------------- | -------------------------- | -------------------------- | -------------------------- | -------------------------- |
|                            |                            | 1 Krone / korona           | 112 × 67 mm                | Architettura classica      | Testa frigia               | 30 aprile 1919             | 14 marzo 1922              |
|                            |                            | 2 Kronen / korona          | 123 × 83 mm                | Modelli femminili          | Modelli femminili          | 25 maggio 1919             | 31 dicembre 1922           |
|                            |                            | 25 Kronen / korona         | 135 × 80 mm                | Modello femminile          | Schema ondulato            | 25 aprile 1919             | 11 novembre 1920           |
|                            |                            | 200 Kronen / korona        | 167 × 99 mm                | Modello femminile          | Schema ondulato            | 20 maggio 1919             | 11 novembre 1920           |
|                            |                            |                            |                            |                            |                            |                            |                            |

### Banconote di risparmio postale (1919)
Le banconote di risparmio postale (Postatakarékpénztári jegy) furono emesse per decreto del Consiglio di Governo Rivoluzionario della repubblica sovietica ungherese dalla Magyar Postatakarékpénztár (Banca di risparmio postale ungherese), che allora fungeva da banca di emissione dell'Ungheria. Le banconote antebelliche di alto valore della Banca Austro-ungarica furono depositate alla pari per impedire l'inflazione.
| Banconote di risparmio postale | Banconote di risparmio postale | Banconote di risparmio postale | Banconote di risparmio postale | Banconote di risparmio postale | Banconote di risparmio postale                 | Banconote di risparmio postale | Banconote di risparmio postale |
| Immagine                       | Immagine                       | Valore                         | Dimensioni                     | Descrizione                    | Descrizione                                    | Data di                        | Data di                        |
| Fronte                         | Retro                          | Valore                         | Dimensioni                     | Fronte                         | Retro                                          | emissione                      | ritiro                         |
| ------------------------------ | ------------------------------ | ------------------------------ | ------------------------------ | ------------------------------ | ---------------------------------------------- | ------------------------------ | ------------------------------ |
|                                |                                | 5 korona                       | 132 × 80 mm                    | Modello maschile               | "Banconota della Banca di risparmio ungherese" | 6 giugno 1919                  | 28 gennaio 1923                |
|                                |                                | 10 korona                      | 140 × 88 mm                    | Testa frigia                   | Valore                                         | 23 luglio 1919                 | 28 gennaio 1923                |
|                                |                                | 20 korona                      | 145 × 90 mm                    | Testa frigia                   | Valore in diverse lingue                       | 23 luglio 1919                 | 28 gennaio 1923                |
|                                |                                | 100 korona                     | 168 × 120 mm                   | Modello maschile               | Valore in diverse lingue                       | mai                            |                                |
|                                |                                | 1000 korona                    | 200 × 134 mm                   | Composizione allegorica        | Valore in diverse lingue                       | mai                            | -                              |
|                                |                                |                                |                                |                                |                                                |                                |                                |

### Continuazione della stampa delle banconote austro-ungariche (1920)
L'Ungheria è stato l'ultimo paese tra gli stati nati dalla Monarchia austro-ungarica a continuare a stampare la valuta comune. Il governo Károlyi progettò di iniziarla il 21 marzo 1919, ma la fondazione della repubblica sovietica rimandò l'attuazione del piano. Infine, le banconote (da 10 a 100 corone) furono stampate dal 18 marzo 1920. L'Ungheria utilizzò un timbro rotondo rosso per segnare le banconote.
| Banconote ungheresi del 1920 | Banconote ungheresi del 1920 | Banconote ungheresi del 1920    | Banconote ungheresi del 1920 | Banconote ungheresi del 1920 | Banconote ungheresi del 1920 | Banconote ungheresi del 1920 | Banconote ungheresi del 1920 |
| Immagine                     | Immagine                     | Valore                          | Dimensioni                   | Descrizione                  | Descrizione                  | Data di                      | Data di                      |
| Fronte                       | Retro                        | Valore                          | Dimensioni                   | Fronte                       | Retro                        | emissione                    | ritiro                       |
| ---------------------------- | ---------------------------- | ------------------------------- | ---------------------------- | ---------------------------- | ---------------------------- | ---------------------------- | ---------------------------- |
|                              |                              | 10 Krone / korona               | 150 × 79 mm                  | Modello maschile             | Modello maschile             | 24 luglio 1916               | 31 gennaio 1924              |
|                              |                              | 20 Kronen / korona 2ª emissione | 150 × 89 mm                  | Modello femminile            | Modello femminile            | 28 ottobre 1918              | 31 gennaio 1924              |
|                              |                              | 25 Kronen / korona              | 135 × 80 mm                  | Modello femminile            | Schema piano                 | 25 aprile 1919               | 11 novembre 1920             |
|                              |                              | 50 Kronen / korona              | 162 × 100 mm                 | Modello femminile            | Modello femminile            | 18 dicembre 1916             | 31 gennaio 1924              |
|                              |                              | 100 Kronen / korona             | 163 × 107 mm                 | Modello femminile            | Modello femminile            | 13 dicembre 1912             | 30 settembre 1922            |
|                              |                              | 1000 Kronen / korona            | 191 × 127 mm                 | Modello femminile            | Modello femminile            | 2 gennaio 1903               | 31 agosto 1921               |
|                              |                              | 10 000 Kronen / korona          | 191 × 127 mm                 | Modello femminile            | Modello femminile            | 19 dicembre 1918             | 5 giugno 1921                |
|                              |                              |                                 |                              |                              |                              |                              |                              |

### Biglietti di stato (1920-1926)
I biglietti di stato furono emessi per la prima volta nel 1921. Le banconote erano inizialmente stampate in Svizzera dalla Orell Füssli, Zurigo (eccetto per i tagli più bassi, che non temevano la contraffazione), poi in Ungheria dalla nuova società di stampa Magyar Pénzjegynyomda Rt. a Budapest. Le dimensioni delle banconote erano crescenti con il crescere del taglio; dal 1923 furono stampate versioni più piccole con lo stesso design

#### Simboli sui biglietti
- Biglietti di piccolo valore (da 1 a 20 corone): nessun marchio (stampate a Budapest da differenti officine)
- Biglietti di grandi dimensioni (da 50 a 25.000 corone, stampate dal 1920 al 1922): ORELL FÜSSLI ZÜRICH
- Biglietti di piccole dimensioni (da 100 a 1.000.000 corone, stampati nel 1923): ORELL FÜSSLI ZÜRICH o Magyar Pénzjegynyomda Rt. Budapest. o nessun marchio (stampati dalla Magyar Pénzjegynyomda Rt. a Budapest)
- Tutti i biglietti di taglia grande e piccola (da 50 a 1.000.000 corone): T. W. o W o T. WILLI per mostrare il nome dell'inventore della tecnica Guilloché utilizzata per stampare i biglietti di stato.

| Timbri di stampa | Timbri di stampa                                                                |
| ---------------- | ------------------------------------------------------------------------------- |
|                  | ORELL FÜSSLI ZÜRICH marchio della stampa su una banconota da 50 corone del 1920 |
|                  | Magyar Pénzjegynyomda Rt. Budapest. timbro di stampa su 100 corone del 1923     |
|                  | T. W. timbro di stampa su 100 corone del 1923                                   |

| Serie di taglio minore   | Serie di taglio minore | Serie di taglio minore | Serie di taglio minore | Serie di taglio minore                                                                           | Serie di taglio minore                         | Serie di taglio minore | Serie di taglio minore |
| Immagine                 | Immagine               | Valore                 | Dimensioni             | Descrizione                                                                                      | Descrizione                                    | Data di                | Data di                |
| Fronte                   | Retro                  | Valore                 | Dimensioni             | Fronte                                                                                           | Retro                                          | emissione              | ritiro                 |
| ------------------------ | ---------------------- | ---------------------- | ---------------------- | ------------------------------------------------------------------------------------------------ | ---------------------------------------------- | ---------------------- | ---------------------- |
|                          |                        | 1 korona               | 129 × 65 mm            | Modello femminile                                                                                | Valore in ungherese e altre 5 lingue straniere | 11 luglio 1921         | 30 giugno 1927         |
|                          |                        | 2 korona               | 131 × 76 mm            | Contadino che miete il grano                                                                     | Valore in ungherese e altre 5 lingue straniere | 11 luglio 1921         | 30 giugno 1927         |
|                          |                        | 10 korona              | 135 × 79 mm            | Il Ponte delle Catene                                                                            | Valore in ungherese e altre 5 lingue straniere | 11 luglio 1921         | 30 giugno 1927         |
|                          |                        | 20 korona              | 143 × 84 mm            | La Chiesa di Mattias, il Bastione di Fisherman e la statua di János Hunyadi nel Castello di Buda | Valore in ungherese e altre 5 lingue straniere | 11 luglio 1921         | 30 giugno 1927         |
| Serie di taglia maggiore |                        |                        |                        |                                                                                                  |                                                |                        |                        |
| Immagine                 | Immagine               | Valore                 | Dimensioni             | Descrizione                                                                                      | Descrizione                                    | Data di                | Data di                |
| Fronte                   | Retro                  | Valore                 | Dimensioni             | Fronte                                                                                           | Retro                                          | emissione              | ritiro                 |
|                          |                        | 50 korona              | 150 × 95 mm            | Ritratto di Ferenc II Rákóczi di Ádám Mányoki                                                    | Valore in ungherese e 5 lingue straniere       | 11 luglio 1921         | 30 giugno 1927         |
|                          |                        | 100 korona             | 155 × 100 mm           | Re Mattia                                                                                        | Valore in ungherese e 5 lingue straniere       | 9 maggio 1921          | 31 luglio 1926         |
|                          |                        | 500 korona             | 170 × 110 mm           | Principe Árpád                                                                                   | Valore in ungherese e 5 lingue straniere       | 9 maggio 1921          | 31 luglio 1926         |
|                          |                        | 1000 korona            | 193 × 125 mm           | Re Santo Stefano                                                                                 | Valore in ungherese e 5 lingue straniere       | 9 maggio 1921          | 31 luglio 1926         |
|                          |                        | 5000 korona            | 205 × 135 mm           | Hunnia                                                                                           | Valore in ungherese e 5 lingue straniere       | 9 maggio 1921          | 31 luglio 1926         |
|                          |                        | 10 000 korona          | 211 × 144 mm           | "PATRONA HUNGARIAE"                                                                              | Valore in ungherese e 5 lingue straniere       | 9 maggio 1921          | 31 luglio 1926         |
|                          |                        | 25 000 korona          | 213 × 147 mm           | "PATRONA HUNGARIAE"                                                                              | Valore in ungherese e 5 lingue straniere       | 6 settembre 1922       | 31 luglio 1926         |
| Serie di piccola taglia  |                        |                        |                        |                                                                                                  |                                                |                        |                        |
| Immagine                 | Immagine               | Valore                 | Dimensioni             | Descrizione                                                                                      | Descrizione                                    | Data di                | Data di                |
| Fronte                   | Retro                  | Valore                 | Dimensioni             | Fronte                                                                                           | Retro                                          | emissione              | ritiro                 |
|                          |                        | 100 korona             | 119 × 72 mm            | Re Mattia                                                                                        | Valore in ungherese e 5 lingue straniere       | 18 marzo 1924          | 30 giugno 1927         |
|                          |                        | 500 korona             | 128 × 74 mm            | Principe Árpád                                                                                   | Valore in ungherese e 5 lingue straniere       | 20 giugno 1924         | 30 giugno 1927         |
|                          |                        | 1000 korona            | 136 × 78 mm            | Re Santo Stefano                                                                                 | Valore in ungherese e 5 lingue straniere       | 15 settembre 1923      | 30 giugno 1927         |
|                          |                        | 5000 korona            | 139 × 83 mm            | Hunnia                                                                                           | Valore in ungherese e 5 lingue straniere       | 18 marzo 1924          | 30 giugno 1927         |
|                          |                        | 10 000 korona          | 145 × 88 mm            | "PATRONA HUNGARIAE"                                                                              | Valore in ungherese e 5 lingue straniere       | 18 marzo 1924          | 30 giugno 1927         |
|                          |                        | 25 000 korona          | 145 × 98 mm            | Re San Ladislao                                                                                  | Valore in ungherese e 5 lingue straniere       | 19 maggio 1924         | 30 giugno 1927         |
|                          |                        | 50 000 korona          | 165 × 105 mm           | Modello femminile                                                                                | Valore in ungherese e 5 lingue straniere       | 16 luglio 1923         | 30 giugno 1927         |
|                          |                        | 100 000 korona         | 165 × 105 mm           | Modello femminile                                                                                | Valore in ungherese e 5 lingue straniere       | 30 luglio 1923         | 30 giugno 1927         |
|                          |                        | 500 000 korona         | 185 × 85 mm            | Modello femminile                                                                                | Valore in ungherese e 5 lingue straniere       | 23 febbraio 1924       | 30 giugno 1928         |
|                          |                        | 1 000 000 korona       | 185 × 85 mm            | Modello femminile                                                                                | Valore in ungherese e 5 lingue straniere       | 31 marzo 1924          | 30 giugno 1928         |
|                          |                        |                        |                        |                                                                                                  |                                                |                        |                        |

Dopo il 25 agosto 1926 le banconote da 1.000 a 1.000.000 di corone furono stampate anche con il valore in pengő.
| Banconote sovrastampate con il valore in pengő | Banconote sovrastampate con il valore in pengő | Banconote sovrastampate con il valore in pengő | Banconote sovrastampate con il valore in pengő |
| ---------------------------------------------- | ---------------------------------------------- | ---------------------------------------------- | ---------------------------------------------- |
| 1000 korona 8 fillér                           | 5000 korona 40 fillér                          | 10 000 korona 80 fillér                        | 25 000 korona 2 pengő                          |
|                                                |                                                |                                                |                                                |
| 50 000 korona 4 pengő                          | 100 000 korona 8 pengő                         | 500 000 korona 40 pengő                        | 1 000 korona 80 pengő                          |
|                                                |                                                |                                                |                                                |